# 히구치 이치요
히구치 이치요(일본어: 樋口 一葉, 1872년 5월 2일<메이지 5년 3월 25일> ~ 1896년<메이지 29년> 11월 23일)는 일본 근대 소설의 개척자로서 직업 소설가이다. 호적상 이름은 나쓰(奈津)이나, 본인을 나쓰코(夏子)·나쓰(夏·なつ)로 칭하거나 자서할 때가 많았다.
나카지마 우타코에게 와카나 고전문학을, 나카라이 도스이에게 소설을 배웠다. 생활고에 시달리면서도 『키재기』, 『흐린 강』, 『십삼야』 등의 수작을 발표하여 문단의 찬사를 받았다. 1년 반 남짓한 시간 동안 이들 작품을 쏟아낸 후, 24세에 폐결핵으로 요절하였다. 사후에 발표된 『이치요 일기』도 높은 평가를 받고 있다.

## 생애

### 출생부터 소녀 시절
1872년 5월 2일(음력으로 메이지 5년 3월 25일) 도쿄부 제2대구 1소구 우치야마시타정 1정목 1번지(현재의 도쿄도 지요다구 우치사이와이정)의 도쿄부청 구내관사(나가야)에서 도쿄부 하급 관리인 히구치 노리요시(樋口則義)와 타키(多喜, 결혼 전 성은 후루야<古屋>)의 사이에서 2남 3녀 중 둘째딸로 태어났다. 언니 후지(ふじ), 오빠 센타로(泉太郎), 도라노스케(虎之介)를 두었으며, 이치요가 태어난 다다음해에는 여동생 구니(くに, 또는 구니코<邦子>)가 태어났다.
어릴 때부터 영리하여 말을 빨리 뗐고 기억력이 좋았다고 한다. 1877년(메이지 10년) 만 4세 10개월로 공립 혼고소학교에 입학하지만, 어린 탓에 머지않아 퇴학하였고, 반년 뒤 요시카와 도미키치가 연 사립 요시카와소학교에 입학하였다. 이치요의 일기인 『먼지 속』에 의하면, 유소년기에는 데마리나 하네쓰키와 같은 또래 아이들의 놀이에 흥미를 갖지 못하였고, 독서를 즐겨 구사조시류를 탐독하였다. 교쿠테이 바킨의 『남총리견팔견전』을 3일만에 독파하였다고도 전한다. 1881년(메이지 14년)에는 소행이 나쁘고 금전 문제 등을 일으키고 있던 둘째 형 도라노스케가 분가하였다. 도기에 그림을 그리는 장인의 제자로 들어가는 형태로 의절한 것이다. 같은 해에 같은 도쿄부내인 시타야구 오카치정으로 이사하였으며, 그로 인해 11월에는 우에노모토쿠로몬정의 사립 세이카이학교(青海学校)로 전학하였다. 여기에서 처음으로 와카를 배웠다. 1883년(메이지 16년) 12월에는 고등과 제4급(지금의 초등학교 5학년에 해당)을 수석으로 졸업했지만 여자에게 더 이상의 교육은 필요없다는 어머니의 반대로 더 이상 학업을 잇지는 못하였다.

### 하기노야 입문
이후 이치요는 바느질을 배우며 집안일을 했지만 아버지는 이치요의 재능과 문학에 대한 열정을 인정해 메이지 19년(1886년) 이치요를 나카지마 우타코가 운영하는 와카를 배우는 사설 기관 하기노야(萩の舎)에 다니게 해 주었다. 당시 하기노샤는 황족, 화족 등 높은 신분의 여성이 많이 다녔기 때문에 신분이 낮은 이치요는 발표회에 입을 옷이 없어 고민하기도 했다. 메이지 20년(1887년) 오빠 센타로가 결핵으로 사망하여 이치요가 17세의 나이로 호주가 되었다. 1889년에는 사업에 실패한 아버지가 사망했고 일가는 둘째 오빠 도라노스케의 집으로 이사했다. 같은 해 이치요는 경제적인 이유로 약혼자 시부야 사부로(渋谷三郎)에게서 파혼당했다. 이듬해 어머니와 오빠의 불화로 이치요는 어머니, 여동생과 함께 오빠의 집을 나와 혼고로 이사했고 생계를 위해 소설을 쓰기 시작했다. 메이지 22년(1891년 4월 14일 노노미야 기쿠코의 소개로 아사히 신문의 기자였던 작가 나카라이 도스이(半井桃水)를 만나 그에게 문학 수업을 받았고, 메이지 23년(1892년) 3월 나카라이가 발간한 잡지 《무사시노》 창간호에 첫 작품 <어둠 속의 벚꽃>을 발표했다. 그러나 당시 이치요와 나카라이 모두 독신이었기 때문에 이치요가 나카라이의 집을 드나드는 것을 두고 좋지 않은 소문이 돌아 이치요는 나카라이와 연을 끊게 되었다. 이후 이치요는 고다 로한의 <풍류불>의 영향을 받아 예술에 대한 도공의 정열을 사실적 문체로 묘사한 <매목>(1893)으로 재능을 인정받았고, 같은 해에 요시와라 유곽 근처로 이사해 가게를 열었지만 장사가 잘 되지 않아 이듬해에 문을 닫았다. 이치요는 생활고를 헤쳐나가기 위해 계속 글을 써야했고《문학계》 등의 잡지에 <섣달 그믐날>(1894), <키재기>(1895~96), <탁류>(1895) 같은 서정성 넘치는 수작을 발표하여 복고적 시대 풍조 속에서 주목을 받았다. 메이지 29년(1896년) 발표한 〈키재기〉가 모리 오가이 등에게 호평을 받으며 작가로서 인정받게 되었지만 같은 해에 폐결핵 진단을 받고 24세의 나이로 요절하였다. 이치요의 작가 생활은 14개월에 불과했지만 근대 문학사에 길이 남을 많은 작품을 남겼다. 주요 작품으로는 <키재기>, <섣달 그믐날>, <흐린 강> 등이 있다.
헤이세이 16년(2004년)엔 새 5000엔 지폐에 일본의 제국대학 총장을 역임했던 니토베 이나조(新渡戸稲造)의 후속 인물로 등장하여 더 유명해졌다.

## 참고 문헌
- 히구치 이치요, 《키재기》(개정판), 생각의 나무, 2005

## 우리말 번역
- 강정원 옮김, 《꽃 속에 잠겨》·《배반의 보랏빛》·《가는 구름》, 민음사, 2020년 8월 14일(완역)
- 임경화 옮김, 《키 재기 외》, 을유문화사, 2010년 5월 30일(선역)

### 내용주
1. ↑  역사적 가나 표기법으로는 ひぐち いちえふ

### 참조주
1. ↑  澤田 2005, 10쪽.
2. 1 2  「略年譜」（樋口アルバム 1985, 104–108쪽）
3. ↑  “樋口一葉生誕の地”. 千代田区観光協会. 2021년 11월 3일. 2021년 11월 2일에 확인함. 다음 글자 무시됨: ‘和書’ (도움말)
4. ↑  「歌人・なつ子」（樋口アルバム 1985, 2–21쪽）
5. ↑  澤田 2005, 9쪽.
6. ↑  澤田 2005, 13쪽.
7. 1 2  『樋口一葉と甲州』, 30쪽.
8. ↑  澤田 2005, 14쪽.
9. ↑  澤田 2005, 22쪽.
10. 1 2 3  히구치 이치요, 《치열하게 피는 꽃 이치요》, 북스토리, 2005
11. ↑  澤田 2005, 25쪽.